# Sherpi Kangri
Der Sherpi Kangri ist ein 7380 m hoher Berg der Saltoro-Berge im pakistanischen Karakorum.

## Lage
Der Sherpi Kangri liegt in der umstrittenen Region Kaschmir, im Bereich des Sherpi-Kangri-Gletschers, der vom pakistanischen Militär kontrolliert wird. Der Ghent Kangri befindet sich knapp 6 km nordnordöstlich des Sherpi Kangri, der Saltoro Kangri liegt 9,5 km südöstlich.

## Besteigungsgeschichte
1975 versuchte eine britische Expedition die Besteigung erfolglos.
Im Folgejahr gelang einer japanischen Expedition schließlich die Erstbesteigung des Sherpi Kangri. Die beiden Expeditionsmitglieder T. Inoue und S. Ogata erreichten am 10. August den Gipfel über den Westgrat.